# Putranjiva roxburghii
Putranjiva roxburghii là một loài thực vật có hoa trong họ Putranjivaceae. Loài này được Wall. miêu tả khoa học đầu tiên năm 1826.

## Hình ảnh

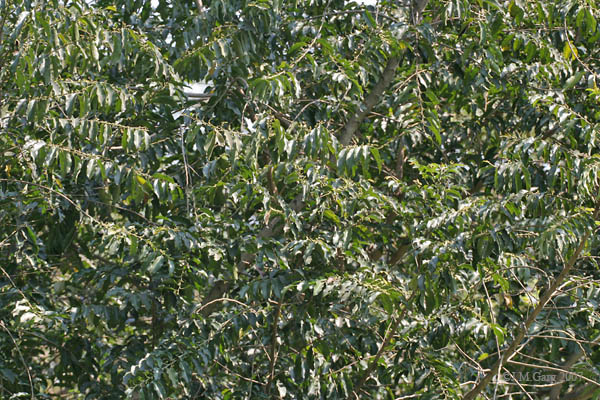
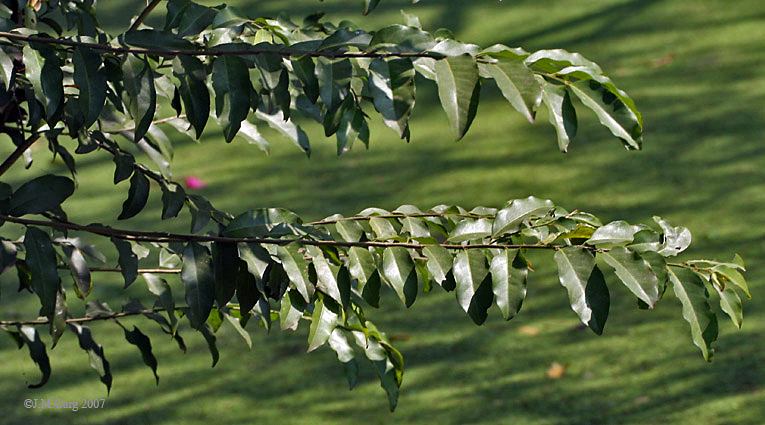
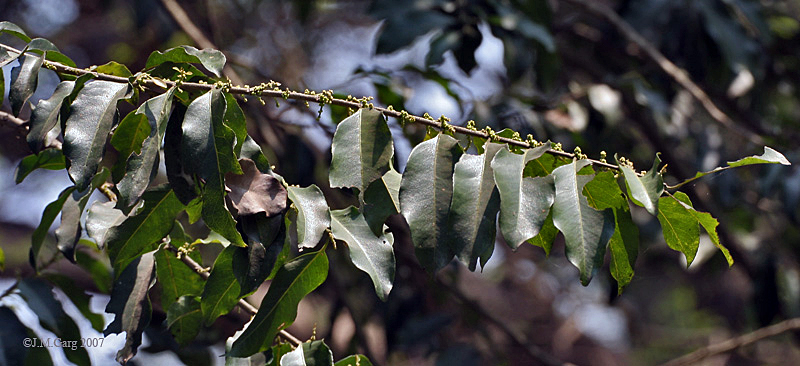
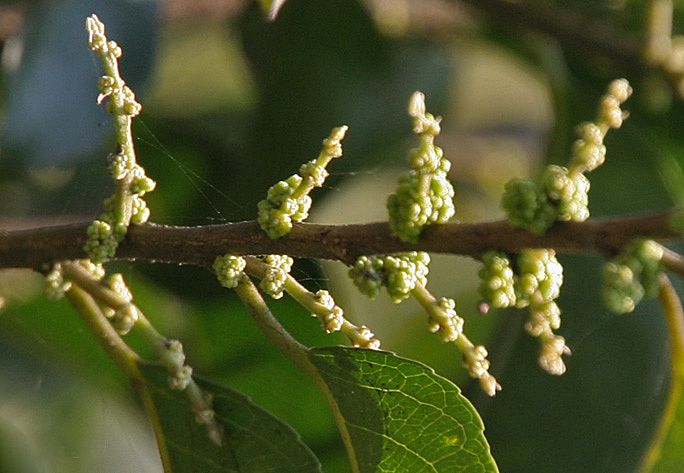